# Miasto przyjazne dla Sprawiedliwego Handlu
Miasto przyjazne dla Sprawiedliwego Handlu - kampania społeczna mająca na celu promowanie idei sprawiedliwego handlu, zapoczątkowana w 2000 przez entuzjastów sprawiedliwego handlu z miasta Garstang w Wielkiej Brytanii.
Dzięki pracy wolontariuszy w 2012 kampania objęła ponad 1100 miast w 25 krajach na świecie. W Polsce organizatorem kampanii jest Polskie Stowarzyszenie Sprawiedliwego Handlu oraz Koalicja Sprawiedliwego Handlu. Pierwszym polskim miastem (i obecnie jedynym), które uzyskało tytuł, jest Poznań. Kandydatem jest Gdańsk oraz Jelenia Góra.

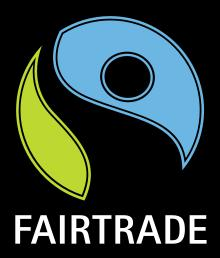

Celem otrzymania tytułu konieczne jest spełnienie siedmiu kryteriów:
- pięciu obligatoryjnych (utworzenie lokalnej grupy koordynującej, podjęcie przez samorząd uchwały wspierającej kampanię, zapewnienie dostępności produktów Sprawiedliwego Handlu w sklepach, używanie ich w lokalnych przedsiębiorstwach i instytucjach społecznych oraz pozyskanie poparcia mediów i społeczności lokalnej);
- dwóch opcjonalnych (uzyskanie statusu przyjaznych dla Sprawiedliwego Handlu przez co najmniej dwie szkoły/uczelnie i jedną parafię/wspólnotę religijną).

Tytuł uzyskać mogą miasta, gminy, powiaty i dzielnice miast. Tytuł odnawiany jest co dwa lata, przy podtrzymaniu kryteriów i przedstawieniu planu dalszego rozwoju.
W maju 2014 Szkoła Społeczna im. Wandy Błeńskiej na Piątkowie w Poznaniu, jako pierwsza w Polsce zdobyła tytuł Szkoły Przyjaznej dla Sprawiedliwego Handlu. Uczniowie m.in. nauczyli się rozpoznawać produkty fair trade w sklepach i propagują tę ideę w swoim otoczeniu. W dniu 11 grudnia 2014 roku II Liceum Ogólnokształcące w Poznaniu, jako pierwsza szkoła publiczna w Polsce, zdobyła tytuł Szkoły Przyjaznej dla Sprawiedliwego Handlu.